# Numeira
Numeira (o an-Numayra) es un sitio arqueológico en Jordania cerca del sur del mar Muerto. El sitio tiene importantes restos de la Edad del Bronce Antiguo.
El sitio se encuentra a 280 m por debajo del nivel del mar, en la orilla del mar Muerto.
Numeira es también el nombre que se le da al río y al valle (uadi) adyacente al sitio arqueológico. El río está erosionando significativamente el sitio arqueológico, destruyendo tal vez hasta la mitad del asentamiento original debido a cambios en el curso del agua.

## Identificación
Se ha argumentado que Numeira se aproxima a la supuesta ciudad bíblica de Gomorra, aunque otros arqueólogos argumentan que está en el área geográfica equivocada, era una aldea en oposición a una ciudad importante y no está dentro del período de tiempo designado.

## Arqueología
Numeira fue ocupada durante la Edad del Bronce, y varios indicios de que era una colonia de Bab edh-Dhra, incluida la falta de tumbas en las cercanías de Numeira, y evidencia de cerámica de que los habitantes enterraron a sus muertos fuera de Bab edh-Dhra, aproximadamente 13 km al sur de Bab edh-Dhra. Si no es una colonia directa, los restos de cerámica indican que las dos ciudades ciertamente comerciaron entre sí.
Las fechas de radiocarbono calibradas colocan el asentamiento en el EB III. La habitabilidad del sitio abarca aproximadamente 250 años o 10-12 generaciones. Numeira fue violentamente destruida a fines del EB III (2300 a. C.) para nunca ser reocupada. Esto es 200 años antes de la fecha actual asumida para la destrucción de Sodoma.
Las excavaciones indican que Numeira era un asentamiento amurallado de 0,5 hectáreas, aunque puede haber tenido el doble del tamaño que vemos hoy. Aunque solo el 30% del sitio fue excavado (alrededor de 1500 metros cuadrados) entre 1979 y 1983. El asentamiento estaba ubicado en la orilla sur del Wadi Numeira.
La fase 1a vio la construcción de varios bancos de pozos revestidos alrededor de áreas cuadradas no utilizadas. Se conjetura que esto representó pozos de almacenamiento alrededor de una tienda familiar. En la etapa 1b se vio la adición de más pozos y paredes, hogares y evidencia de un estilo de vida más sedentario. La fase 2 vio la construcción de muros de fortificación y arquitectura residencial y no residencial de piedra y adobe. Un área no doméstica se ubicó en la puerta occidental. La ocupación de la Fase 2 vio la adición de más paredes y pozos de almacenamiento. La etapa final de la ocupación parece haber sido una ciudad mucho más pequeña que terminó cuando la ciudad fue incendiada. y una de las torres de fortificación se derrumbó. Una nota interesante es que muchas de las puertas de la ciudad en este momento parecen haber sido bloqueadas.